# Oxid nikelnatý
Oxid nikelnatý je jedním z oxidů niklu, který je v něm přítomen v oxidačním čísle II. NiO je šedozelená amfoterní práškovitá látka, reaguje s kyselinami za vzniku nikelnatých solí či hydroxidy (alkalických kovů) za vzniku hydroxidu či hydroxidokomplexů. V přírodě ho lze nalézt v podobě minerálu bunsenitu.

## Výroba
Připravit ho lze tepelným rozkladem (dehydratací) hydroxidu nikelnatého Ni(OH)2:
Ni(OH)2 → NiO + H2O
Nebo spalováním niklu v kyslíku, tato metoda ale neposkytuje čistý oxid:
2 Ni + O2 → 2 NiO